# Johann Ludvig Zinn
 (juillet 2021).
Si vous disposez d'ouvrages ou d'articles de référence ou si vous connaissez des sites web de qualité traitant du thème abordé ici, merci de compléter l'article en donnant les références utiles à sa vérifiabilité et en les liant à la section « Notes et références ».
Johann Ludvig Zinn, né le 14 septembre 1734 et mort 3 février 1802, est un marchand germano-danois immigré à Copenhague en 1765 et mort comme l'un des hommes les plus riches de la ville. Sa fille, Sophie Dorothea Zinn, épouse Thalbitzer, décrit de manière amusante la vie dans sa maison parentale dans ses mémoires, Les Confessions d'une Grand-mère (Grandmamas Bekjendelser).

## Biographie
Johann Ludvig Zinn est né à Mainbernheim en Bavière, fils de Johann Friederich Zinn et Dorothea Barbara Zinn, née Kreis. 
Zinn arrive au Danemark en 1757 « sans un sou en poche » et ne maîtrisant pas le danois. Il travaille d'abord pour la société d'import/export Fabritius & Wewer, puis fonde sa propre maison de commerce en 1765. Il est nommé Agent royal (Kongelige Agent) en 1779.
Il s'intègre rapidement, est juge consulaire au Tribunal maritime de Copenhague et membre du Conseil des 32 de la ville en 1772-1802. Il est également commissaire aux comptes de la société Asiatique danoise (Asiatisk Kompagni). En 1789, il est membre de la commission de régulation des réserves de céréales de Copenhague (Provianteringskommission), ainsi que Président de la société des grossistes (Grosserersocietetet) de 1790 jusqu'à sa mort.
Le 15 septembre 1771, Johann Ludvig Zinn épouse Johanna Charlotta Sophia Preisler (15 juin 1754 - 3 septembre 1833), fille du professeur et graveur Johan Martin Preisler.
La famille vit dans la maison Zinn à la Kvæsthusgade 3. Zinn est naturalisé en 1793, et fait don à cette occasion d'une urne en argent pour témoigner de sa gratitude pour l'accueil qu'il a reçu au Danemark.
Il meurt le 3 février 1802 et est enterré dans l'église allemande de Christianshavn.  

## Descendance
Les deux fils de Johann Ludvig Zinn, Carl Ludvig Zinn (1777-1808) et Johann Friedrich Zinn (1779-1838) reprennent l'entreprise après le décès de leur père. En 1809, celle-ci est alors la deuxième plus grande entreprise de Copenhague en termes de revenus fiscaux.  
En 1803, Carl Ludvig Zinn acquiert le manoir Vodroffsgård mais décède en 1808. Ses deux petites filles, Gyrithe Lemche et Vibeke Salicath, seront des écrivaines et suffragettes notoires. 
À la suite du décès de Carl Ludvig Zinn, c'est Johann Friedrich Zinn qui prend seul les rènes de la société familiale. Passionné de musique, il organise des soirées auxquelles participent des musiciens tels que Weyse ou Kuhlau. Lui-même compositeur amateur, il aime demander à son gendre, le compositeur Johan Peter Emilius Hartmann de corriger ses compositions. Ses deux enfants, Ludvig et Emma jouent du piano à quatre mains et composent des petites danses.  
Johann Friedrich Zinn était propriétaire du manoir Tiselholt en Fionie. 
Lorsque Johann Friedrich Zinn décède en 1838, son fils, Ludvig Maximilian Zinn (1808-68) prend sa succession, tandis que sa fille, Emma Sophie Amalia, compositrice, qui a épousé le compositeur Johan Peter Emilius Hartmann, habite au deuxième étage de la maison. Elle est la mère du compositeur Emil Hartmann.  
La fille aînée de Johann Ludvig Zinn est Sophie Dorothea Zinn, épouse Thalbitzer. Elle est auteur d'ouvrages autobiographiques savoureux qui ont été plusieurs fois réédités. 
Une autre fille, Charlotte Louise Zinn (1781-1860), mariée au marchand Georg Frederik Vilhelm Scheuermann (1771-1811), est la mère de 
- Carl Georg Scheuermann (1803-1859), artiste peintre;
- Emilie Louise Scheuermann  (1804-1871), épouse de l'écrivain Christoph Adolph Hermann von Gähler, et mère de la compositrice Thekla von Gähler;
- Julie Augusta Scheuermann (1805-1879), épouse du professeur et historien Frederik Hammerich, et mère du compositeur Asger Hamerik;
- Agnes Camilla Scheurmann (1808-1891), épouse du compositeur Emil Horneman (1809-1870) et mère du compositeur C.F.E. Horneman.